# Мал (Караш-Северін)
Мал (рум. Mal) — село у повіті Караш-Северін в Румунії. Адміністративно підпорядковане місту Оцелу-Рошу.
Село розташоване на відстані 314 км на північний захід від Бухареста, 45 км на північний схід від Решиці, 95 км на схід від Тімішоари.

## Населення
За даними перепису населення 2002 року у селі проживали 420 осіб, з них 419 осіб (99,8%) румунів. Усі жителі села рідною мовою назвали румунську.